# マルシェ (曲)
「マルシェ」は、KICK THE CAN CREWの5枚目のシングル。2002年1月23日発売。

## 概要
- 当初レコード会社のウェブサイトでは、シングル候補曲を人気投票していた。
- 前作に引き続き、2週連続でオリコン週間チャートベスト10入りを果たし、売り上げ枚数14万枚を記録。
- この楽曲で2002年の第53回NHK紅白歌合戦に出場している[1]。

## 収録曲
1. マルシェ (3:54)
（作詞・作曲：KICK THE CAN CREW　編曲：KREVA）
曲名の由来はハウス食品の「カレーマルシェ」のような感じだったから。映画「無問題2」主題歌。この曲で第53回NHK紅白歌合戦に初出場を果たした。
2. C'MON EVERYBODY (3:35)
（作詞・作曲：KICK THE CAN CREW　編曲：KREVA）
後に発売されたメジャー・ファーストアルバム『VITALIZER』では.INNOSENCE が参加したリミックスバージョンで収録されている。このバージョンではアルバム未収録。
3. イツナロウバlive at NAGOYA QUATTRO(3MCs+1DJ tour final) (5:40)
（作詞・作曲：KICK THE CAN CREW　編曲：KREVA）

## 収録アルバム
- VITALIZER (#1,2、#2は別バージョン)
- BEST ALBUM 2001-2003 (#1)